# Солнечная вспышка
Со́лнечная вспы́шка — взрывной процесс выделения энергии (кинетической, световой и тепловой) в атмосфере Солнца. Вспышки так или иначе охватывают все слои солнечной атмосферы: фотосферу и корону Солнца. Солнечные вспышки часто, но не всегда, сопровождаются выбросом корональной массы. Энерговыделение мощной солнечной вспышки может достигать 6×1025 Дж, что составляет около 1⁄6 энергии, выделяемой Солнцем за секунду, или 160 млрд мегатонн в тротиловом эквиваленте. Для сравнения, это составляет приблизительный объем мирового потребления электроэнергии за 1 миллион лет.
Под действием магнитного поля происходит неожиданное сжатие солнечной плазмы, образуется плазменный жгут или лента (могут достигать в длину десятков или сотен тысяч километров), что приводит к взрыву. Солнечная плазма в этой области может нагреваться до температур порядка 10 млн К. Возрастает кинетическая энергия выбросов веществ, движущихся в короне и уходящих в межпланетное пространство со скоростями до 1000 км/с. Получают дополнительную энергию и значительно ускоряются потоки электронов, протонов и других заряженных частиц. Усиливается оптическое, рентгеновское, гамма- и радиоизлучение.
Фотоны от вспышки достигают Земли примерно за 8,5 минут после её начала; далее в течение нескольких десятков минут доходят мощные потоки заряженных частиц, а облака плазмы от солнечной вспышки достигают нашей планеты только через двое-трое суток.

## Описание
Продолжительность импульсной фазы солнечных вспышек обычно не превышает нескольких минут, а количество энергии, высвобождаемой за это время, может достигать миллиардов мегатонн в тротиловом эквиваленте. Энергию вспышки традиционно определяют в видимом диапазоне электромагнитных волн по произведению площади свечения в линии излучения водорода Нα, характеризующей нагрев нижней хромосферы, на яркость этого свечения, связанную с мощностью источника.
В последние годы часто используют также классификацию, основанную на патрульных однородных измерениях на серии ИСЗ, главным образом GOES, амплитуды теплового рентгеновского всплеска в диапазоне энергий 0,5—10 кэВ (с длиной волны 0,5—8 ангстрем). Классификация была предложена в 1970 году Д.Бейкером и первоначально основывалась на измерениях спутников «Solrad». По этой классификации солнечной вспышке присваивается балл — обозначение из латинской буквы и индекса за ней. Буквой может быть A, B, C, M или X в зависимости от величины достигнутого вспышкой пика интенсивности рентгеновского излучения:
| Буква | Интенсивность в пике (Вт/м2) |
| ----- | ---------------------------- |
| A     | меньше 10−7                  |
| B     | от 1,0×10−7 до 10−6          |
| C     | от 1,0×10−6 до 10−5          |
| M     | от 1,0×10−5 до 10−4          |
| X     | больше 10−4                  |

Индекс уточняет значение интенсивности вспышки и может быть от 1,0 до 9,9 для букв A, B, C, M и более — для буквы X. Так, например, вспышка 12 февраля 2010 года балла M8.3 соответствует пиковой интенсивности 8,3×10−5 Вт/м2. Самой мощной (по состоянию на 2010 год) зарегистрированной с 1976 года вспышке, произошедшей 4 ноября 2003 года, был присвоен балл X28, таким образом, интенсивность её рентгеновского излучения в пике составляла 28×10−4 Вт/м2. Регистрация рентгеновского излучения Солнца, так как оно полностью поглощается атмосферой Земли, стала возможной начиная с первого запуска космического аппарата «Спутник-2» с соответствующей аппаратурой, поэтому данные об интенсивности рентгеновского излучения солнечных вспышек до 1957 года полностью отсутствуют.
Измерения в разных диапазонах длин волн отражают разные процессы во вспышках. Поэтому корреляция между двумя индексами вспышечной активности существует только в статистическом смысле, так для отдельных событий один индекс может быть высоким, а второй низким и наоборот.
Солнечные вспышки, как правило, происходят в местах взаимодействия солнечных пятен противоположной магнитной полярности или, более точно, вблизи нейтральной линии магнитного поля, разделяющей области северной и южной полярности. Частота и мощность солнечных вспышек зависят от фазы 11-летнего солнечного цикла.

## Последствия
Солнечные вспышки имеют прикладное значение, например, при исследовании элементного состава поверхности небесного тела с разреженной атмосферой или при её отсутствии, выступая в роли возбудителя рентгеновского излучения для рентгенофлуоресцентных спектрометров, установленных на борту космических аппаратов. Жёсткое ультрафиолетовое и рентгеновское излучение вспышек — основной фактор, ответственный за формирование ионосферы, способный также существенно менять свойства верхней атмосферы: плотность её существенно повышается, что ведёт к быстрому снижению высоты орбиты ИСЗ. Сильнейшие потоки заряженных частиц во время солнечных вспышек зачастую повреждают спутники и приводят к авариям. Вероятность повреждения при солнечных вспышках современной электроники, содержащей в основном элементы КМОП, выше, чем ТТЛ, так как меньше пороговая энергия частиц, вызывающих сбой. Большой урон такие частицы наносят также солнечным панелям космических аппаратов. Плазменные облака, выбрасываемые во время вспышек, приводят к возникновению геомагнитных бурь, которые определённым образом влияют на технику и биологические объекты.

## Прогнозирование
Современный прогноз солнечных вспышек даётся на основе анализа магнитных полей Солнца. Однако магнитная структура Солнца настолько неустойчива, что прогнозировать вспышку даже за неделю не представляется в настоящее время возможным. NASA даёт прогноз на очень короткий срок, от 1 до 3 дней: в спокойные дни на Солнце вероятность сильной вспышки обычно указывается в диапазоне 1—5 %, а в активные периоды она возрастает только до 30—40 %.

## Самые мощные зафиксированные солнечные вспышки
Измерения мощности солнечных вспышек в рентгеновском диапазоне ведутся с 1975 года при помощи спутников GOES. В таблице ниже приведено 30 самых мощных вспышек c 1975 года, по данным этих спутников.
| Дата       | Мощность, Х | Примечание |
| ---------- | ----------- | --- |
| 04.11.2003 | 28,0        | Сильнейшая вспышка 23-го цикла солнечной активности                                                                      |
| 02.04.2001 | 20,0        | |
| 16.08.1989 | 20,0        | Сильнейшая вспышка 22-го цикла солнечной активности                                                                      |
| 28.10.2003 | 17,2        | «Хэллоуинская» вспышка                                                                                                   |
| 07.09.2005 | 17,0        | |
| 06.03.1989 | 15,0        | |
| 11.07.1978 | 15,0        | Сильнейшая вспышка 21-го цикла солнечной активности                                                                      |
| 15.04.2001 | 14,4        | |
| 23.07.2024 | 14,0        | Сильнейшая вспышка 25-го цикла солнечной активности.                                                                     |
| 19.10.1989 | 13,0        | |
| 24.04.1984 | 13,0        | |
| 15.12.1982 | 12,9        | |
| 15.06.1991 | 12,0        | |
| 11.06.1991 | 12,0        | |
| 06.06.1991 | 12,0        | |
| 04.06.1991 | 12,0        | |
| 01.06.1991 | 12,0        | |
| 06.06.1982 | 12,0        | |
| 20.05.1984 | 10,1        | |
| 17.12.1982 | 10,1        | |
| 29.10.2003 | 10,0        | |
| 09.06.1991 | 10,0        | |
| 25.01.1991 | 10,0        | |
| 29.09.1989 | 9,8         | |
| 09.07.1982 | 9,8         | |
| 06.11.1997 | 9,4         | |
| 22.03.1991 | 9,4         | |
| 06.09.2017 | 9,3         | Сильнейшая вспышка 24-го цикла солнечной активности (от группы пятен 2673)                                               |
| 24.05.1990 | 9,3         | |
| 05.12.2006 | 9,0         | |
| 02.11.1992 | 9,0         | |
| 14.05.2024 | 8,7         | в 19:51 мск в рентгеновском диапазоне в группе пятен 3664 (S18W89) зарегистрирована вспышка продолжительностью 16 минут. |

Огромные солнечные бури (События Мияке) произошли примерно в 660 году до н. э., в 774-775 и 993–994 годах.

## Комментарии
1. ↑  Выбор для классификации вспышек рентгеновского диапазона обусловлен более точной фиксацией процесса: если в оптическом диапазоне даже крупнейшие вспышки увеличивают излучение на доли процентов, то в области мягкого рентгеновского излучения (1 нм) — на несколько порядков, а жёсткое рентгеновское излучение спокойным Солнцем не создаётся вообще и образуется исключительно во время вспышек.